# Холодная погода
«Холодная погода» (англ. Cold Weather) — американский мистический фильм 2010 года. Режиссёром и сценаристом выступил Аарон Кац.
Премьера «Холодной погоды» состоялась в марте 2010 года на кинофестивале South by Southwest, IFC Films выпустили фильм в США 4 февраля 2011 года.

## Сюжет
Действие фильма происходит в Портленде, штат Орегон. Главный герой, Даг (Крис Ланкено), переехал сюда вместе с сестрой Гейл (Триесте Келли Данн). До этого Даг жил в Чикаго, где учился на судмедэксперта и встречался с теперь уже бывшей подружкой Рэйчел (Робин Рикун). Даг устраивается на работу на фабрику по производству льда и знакомится с Карлосом (Рауль Кастильо), который в свободное время подрабатывает ди-джеем. Рэйчел приезжает в Портленд на практику в филиале чикагской юридической фирмы, но вдруг исчезает, оставляя за собой след из интригующих улик. Даг, Гейл и Карлос начинают её поиски.

## В ролях
- Крис Ланкено — Даг
- Триесте Келли Данн — Гейл
- Рауль Кастильо — Карлос
- Робин Рикун — Рэйчел

## Съёмки
Большая часть фильма была снята в Портленде, использовалась камера Red One. Некоторые сцены снимали на Кэннон-Бич и в Те-Далсе, Орегон.

## Критика
«Холодная погода» получила в основном положительные отзывы. На сайте Rotten Tomatoes фильм получил 78 % «свежести». Манола Даргис, ведущий кинокритик из The New York Times, также одобрила режиссёрскую работу Аарона Каца. Роджер Эберт из The Chicago Sun Times написал, что «фильм настолько хорош, что мелких недочётов сюжета можно и не заметить».